# Periódicos de Croacia

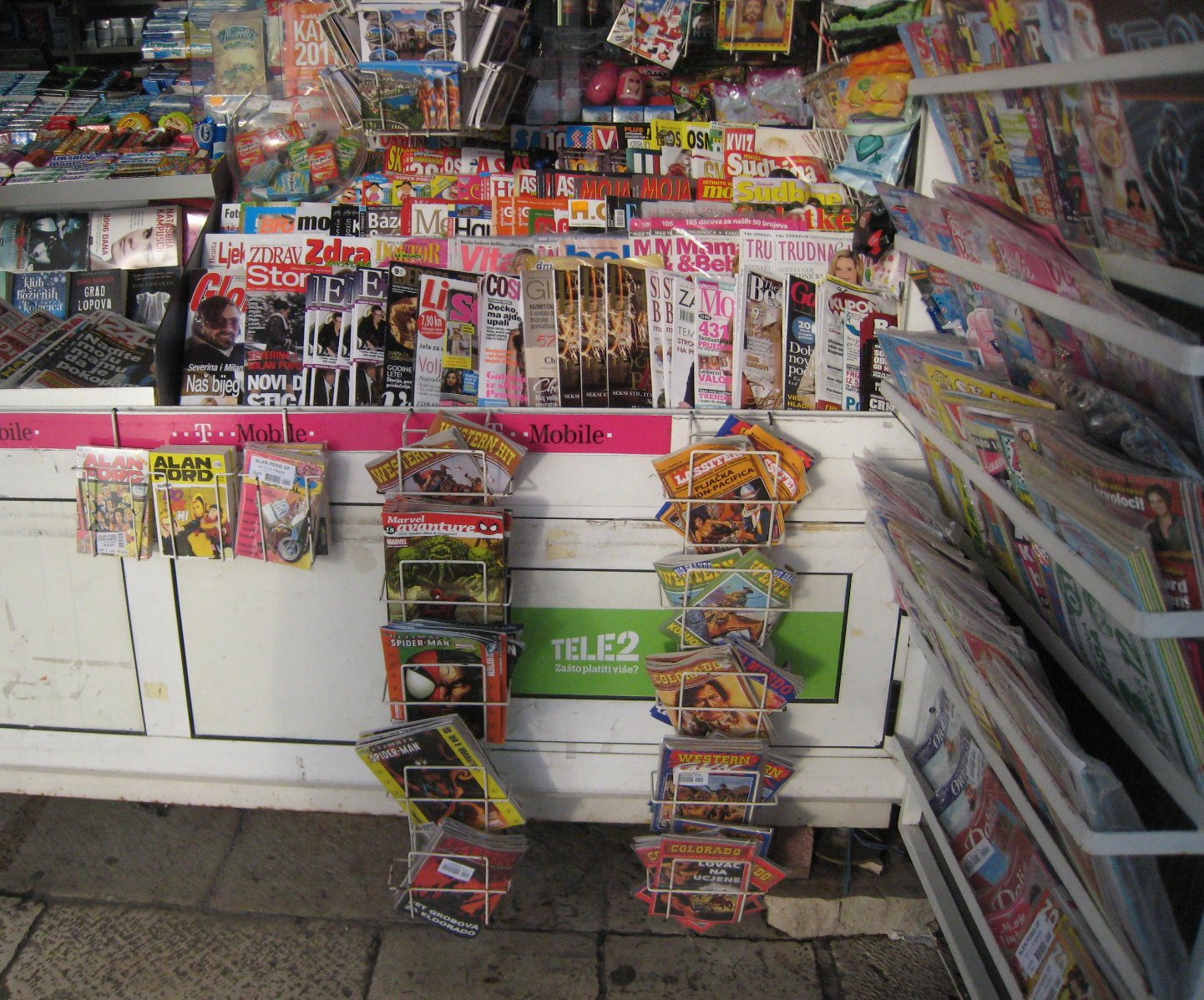
Kiosco de prensa en Split.

La siguiente es una lista recopilada de periódicos que se publican en Croacia.

## Publicaciones
Diarios nacionales
- 24sata (fundado en 2005, con sede en Zagreb; el tabloide de mayor circulación en Croacia) 24sata.hr
- Jutarnji list (fundado en 1998, con sede en Zagreb) jutarnji.hr
- Novi list (fundado en 1900, con sede en Rijeka; el periódico más antiguo de Croacia) novilist.hr
- Slobodna Dalmacija (fundado en 1943, con sede en Split) slobodnadalmacija.hr
- Večernji list (fundado en 1959, con sede en Zagreb) vecernji.hr
- Vjesnik (fundado en 1940, con sede en Zagreb; government-owned) vjesnik.hr
- Business.hr (fundado en 2005, diario financiero) business.hr
- Poslovni dnevnik (fundado en 2004, diario financiero) poslovni.hr
- Sportske novosti (fundado en 1945, con sede en Zagreb; diario deportivo) sportske.jutarnji.hr
- Sportplus (fundado en 2009, diario deportivo)

Diarios regionales
- Glas Istre (con sede en Pula; cubre la región de Istria) glasistre.hr
- Glas Slavonije (con sede en Osijek; cubre la región de Slavonia) glas-slavonije.hr
- Dubrovački vjesnik (con sede en Dubrovnik, cubre la región de Dalmacia) dubrovacki.hr
- Zadarski list (con sede en Zadar, cubre la región del Condado de Zadar) zadarskilist.hr

Gazeta oficial
- Narodne novine (fundado en 1835, sede en Zagreb) nn.hr

Publicaciones en otros idiomas
- La Voce del Popolo edit.hr/lavoce
- Novosti snv.hr/tjednik-novosti

## Históricos

### sigloXVIII
- Ephemerides Zagrabienses - El primer periódico publicado en Croacia, en 1771, como un semanario en Zagreb por Antun Jandera. No existe ninguna copia.
- Agramer Deutsche Zeitung - Publicado en 1786 por J. T. Trattner. Con sede en Zagreb y publicado en alemán. No se han encontrado copias.
- Kroatischer Korrespondent - Fundado en 1789 e impreso en alemán, el tercer periódico publicado en Croacia y uno de los periódicos más antiguos con copia existente.

### sigloXIX
- Il Regio Dalmata – Kraglski Dalmatin - Periódico bilingüe (italiano y croata); primera edición publicada en Zadar el 12 de julio de 1806. Fue el primer periódico impreso en lengua croata.
- Novine Horvatske - Fundado en 1835 por Ljudevit Gaj e impreso en croata. En 1836 el periódico cambió de Kaikavo a Stokavo y fue renombrado Ilirske narodne novine. Jugó un papel importante en el movimiento Ilirio.
- Crvena Hrvatska - Existió desde 1890 a 1899, publicado por el Partido croata de los derechos en Dalmacia
- Digitised Croatian Historical Newspapers

### sigloXX
- Feral Tribune - Comenzó como un suplemento satírico en Slobodna Dalmacija en 1984 y evolucionó a un semanal político por separado en 1993. Cesó su publicación en 2008.
- Republika - Diario lanzado en 2000 por Ivo Pukanić para competir con el diario de Europapress Holding Jutarnji list. Cesó su publicación en mayo de 2001.
- Slobodni tjednik - El primer tabloide croata, se puso en marcha en 1990 y cesó su publicación en 1993. Famoso por la promoción de la incitación al odio y el chauvinismo.